# Mesem jezik
Mesem jezik (ISO 639-3: mci[neaktivna poveznica]), transnovogvinejski jezik iz papua Nova Gvineja|papuanovogvinejske provincije Morobe, kojim govori oko 4 000 ljudi (1997 popis) u četrnaest sela u distriktu Lae.
Zajedno s još 11 drugih jezika čini zapadnohuonsku podskupinu huonskih jezika. Postoji nekoliko dijalekata: zapadni-centralni mese, east mese, momolili i zezagi. U upotrebi su i yabem [jae], kâte [kmg] ili tok pisin [tpi].

## Vanjske poveznice
- Ethnologue (14th)
- Ethnologue (15th)